# Lockheed Martin Aeronautics
Die Lockheed Martin Aeronautics Company ist eine Tochtergesellschaft der Lockheed Martin Company mit Sitz in Fort Worth, Texas. Außerdem existieren Niederlassungen in Marietta, Georgia und Palmdale, Kalifornien. In Palmdale ist auch die Lockheed Advanced Development Projects Unit (ADP) – inoffiziell auch als Skunk Works bekannt – beheimatet. Verschieden Projekte werden auch in Florida, Mississippi, Pennsylvania und West Virginia gebaut.
Der Konzern stützt sich auf die ehemaligen, sehr großen Konzerne Lockheed und Martin Marietta. Bei der Zusammenführung beider Konzerne im Jahre 1995 wurde dann das jetzige Lockheed Martin Aeronautics gegründet, wobei der größte Teil der Entwicklungen von Lockheed stammt. Dazu gehört auch die C-130, C-5 und die C-141 sowie die F-2, F-16 (gekauft von General Dynamics), F-117, F-22 und die F-35.
Das wichtigste Projekt aber ist die F-35 (JSF) das dem Unternehmen bis jetzt 200 Milliarden Dollar und 3000 ziemlich sichere Exportaufträge einbrachte. Der F-22 Luftüberlegenheitsjäger ist auch ein wichtiger Teil für Lockheed (und Partner Boeing).

## Produkte

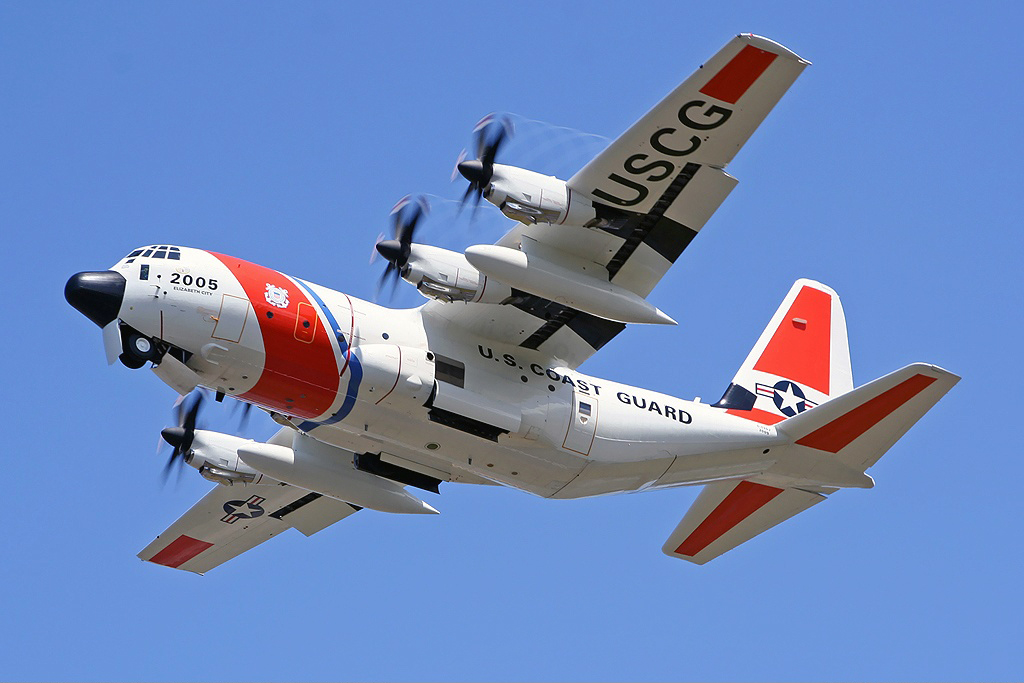
Eine C-130 Hercules der US Coast Guard

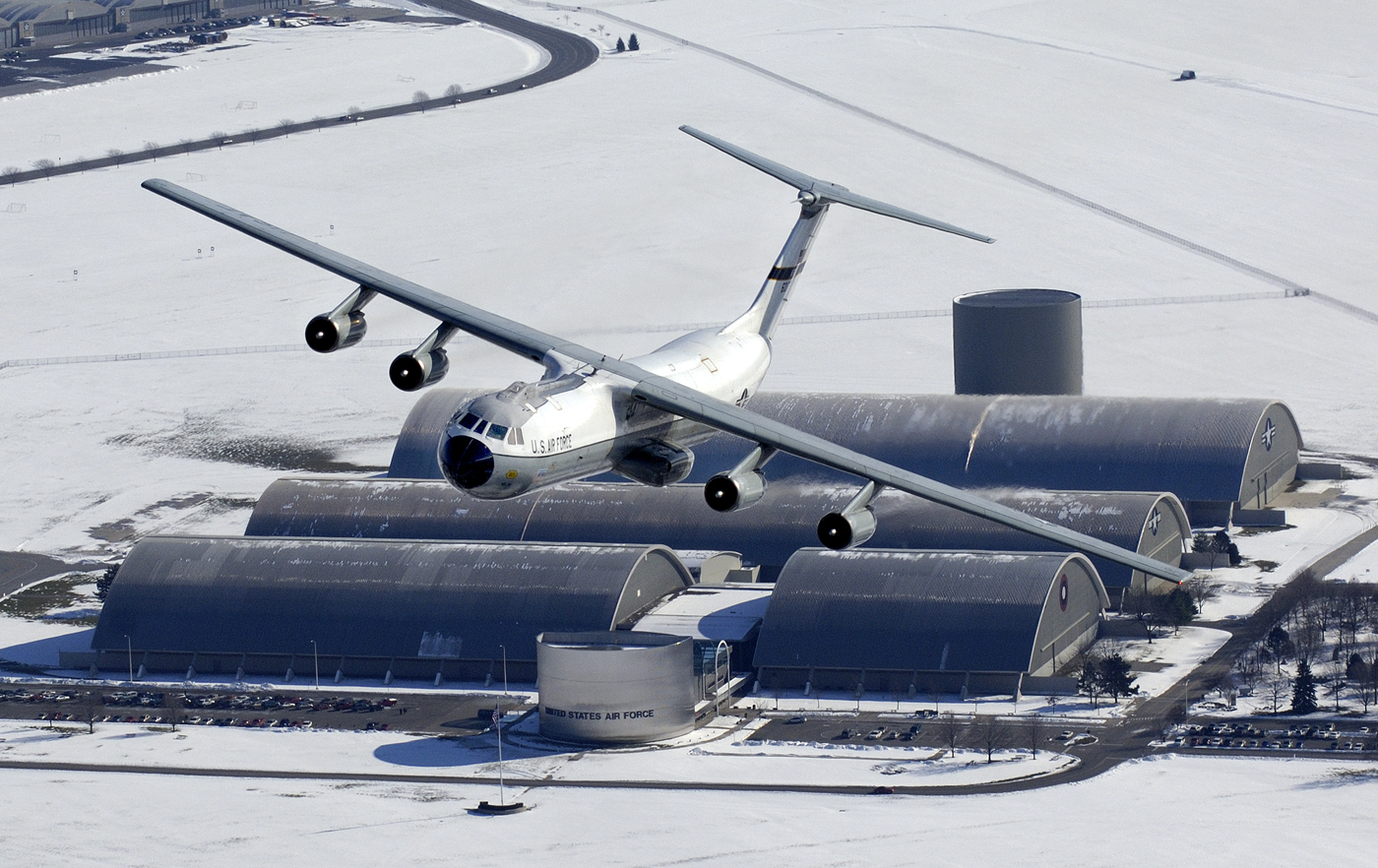
Eine C-141 Starlifter der USAF

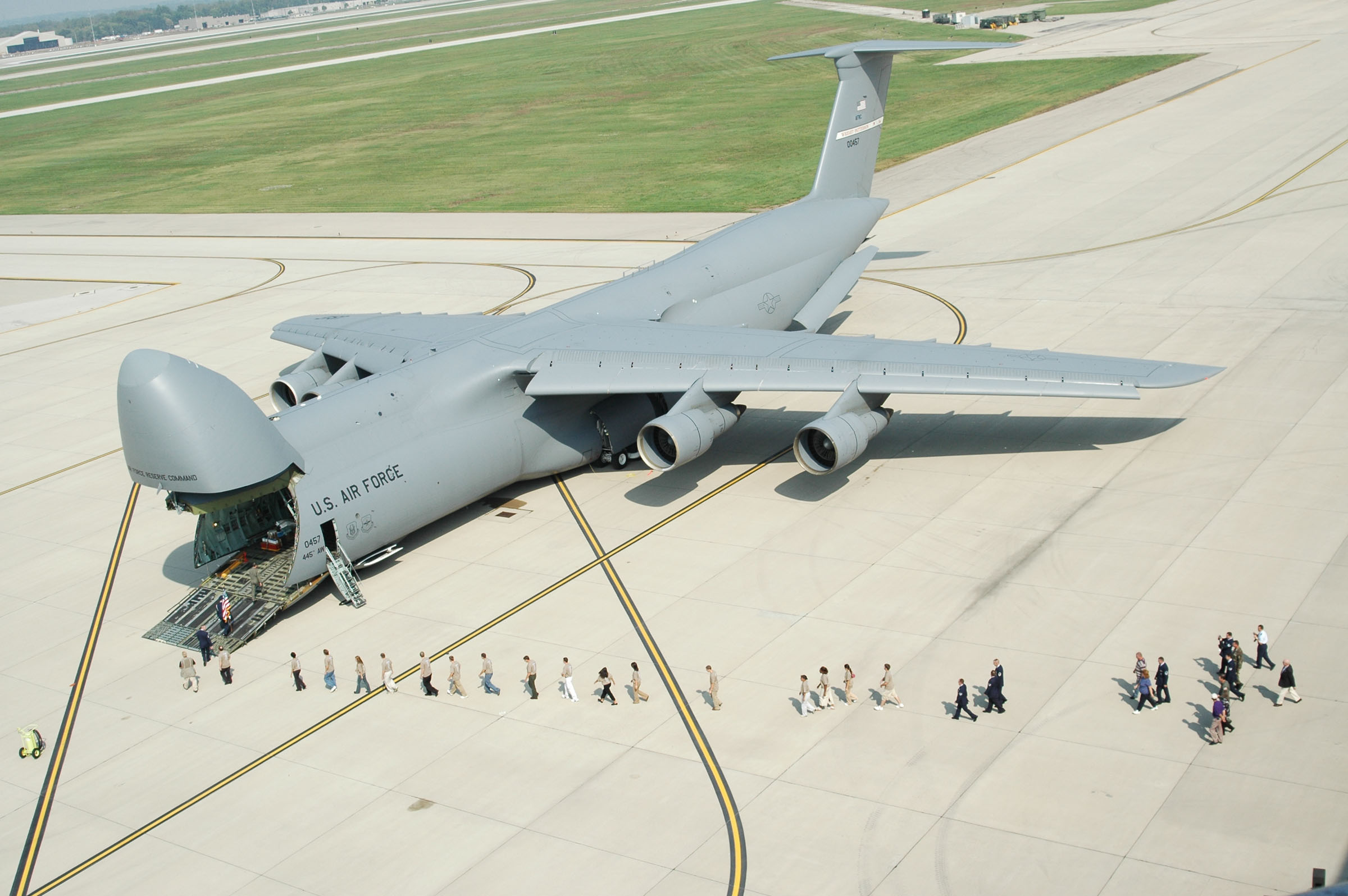
Eine C-5 Galaxy

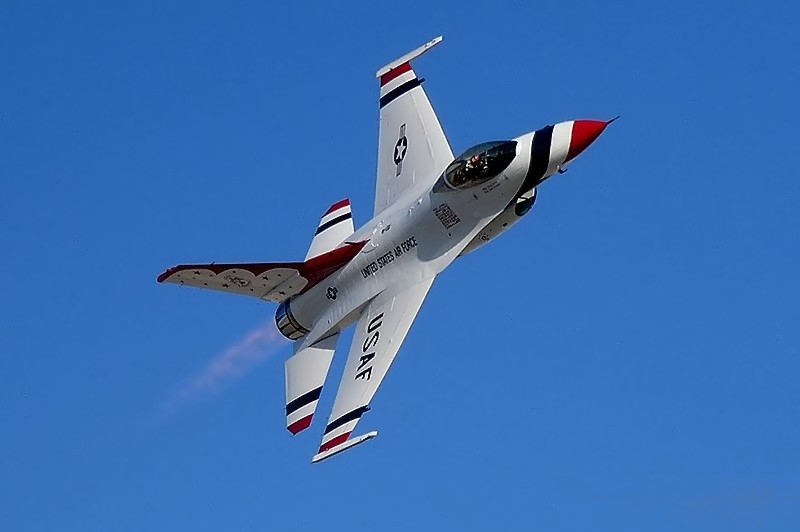
Eine F-16 der US Thunderbirds

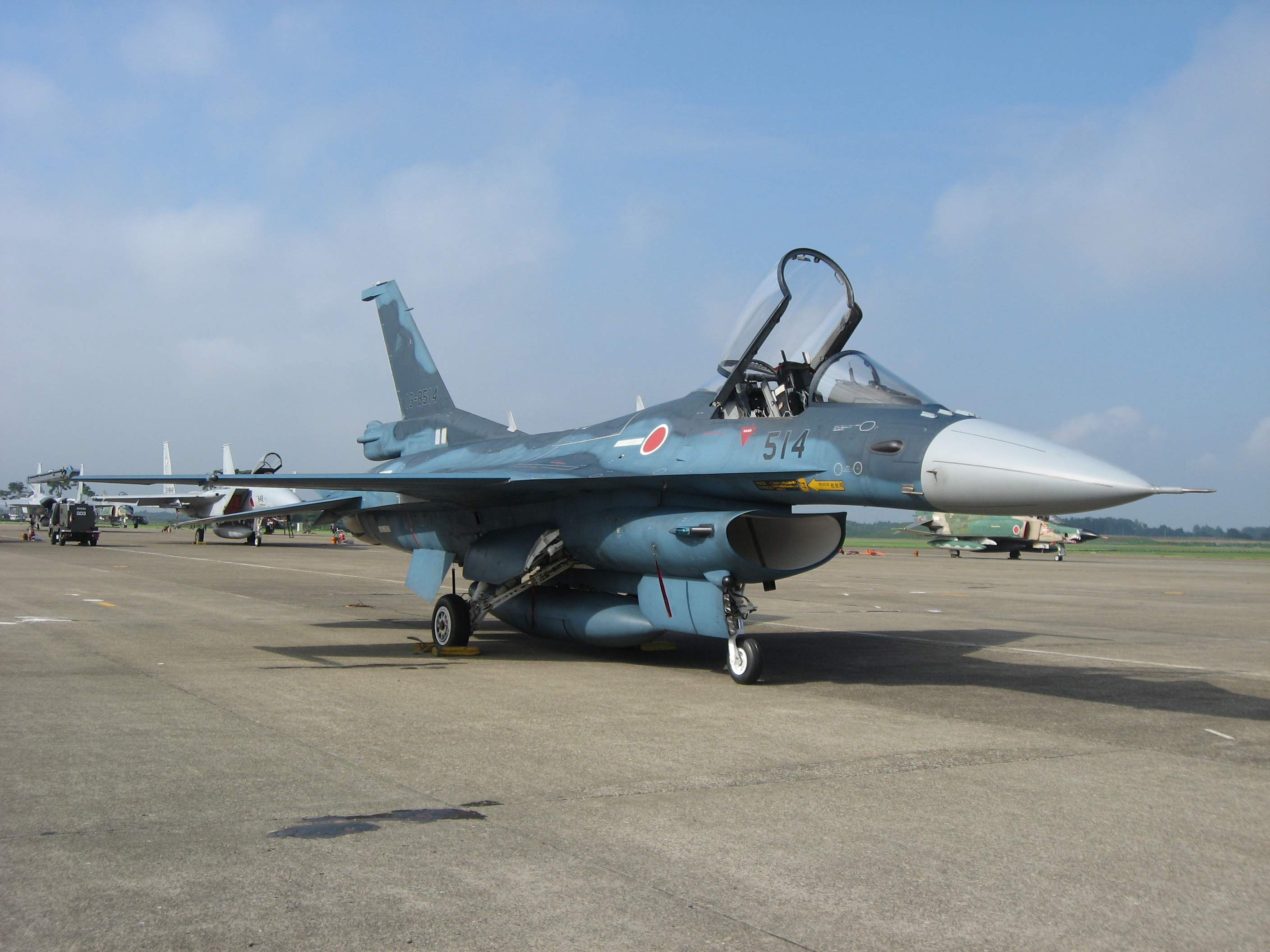
Eine F-2 mit Abwurftank

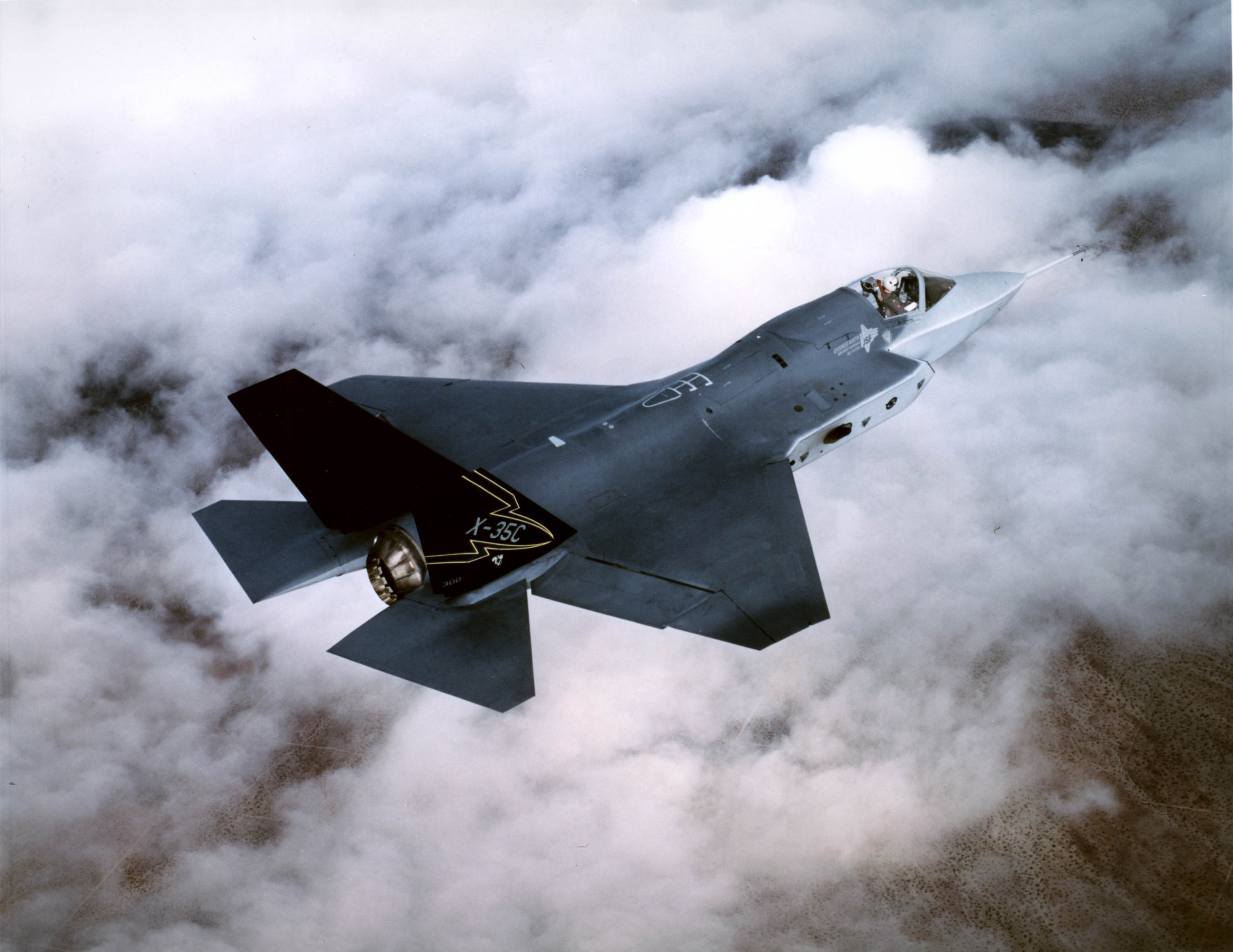
Eine X-35A im Flug

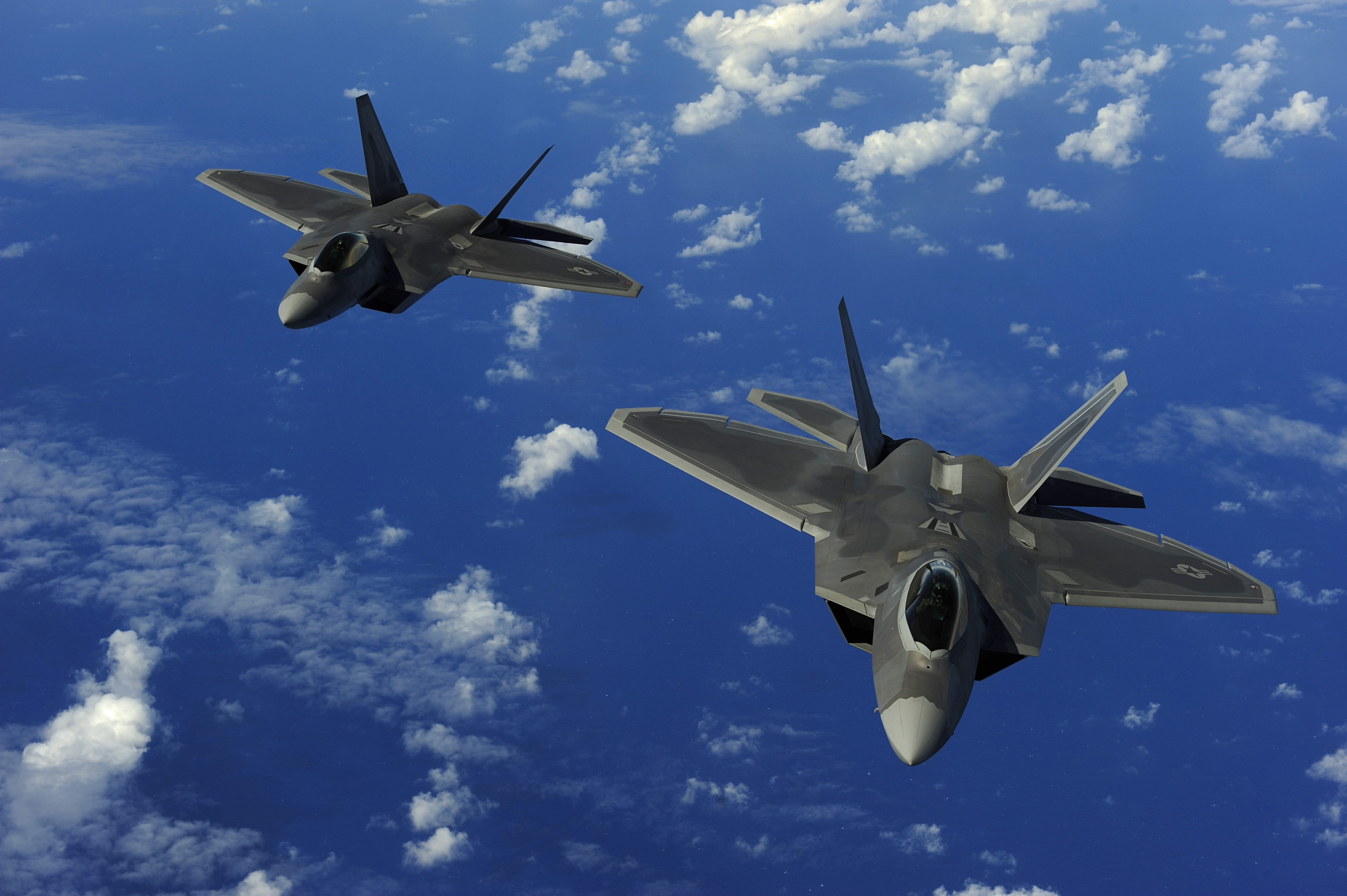
Zwei F-22 Raptor im Flug

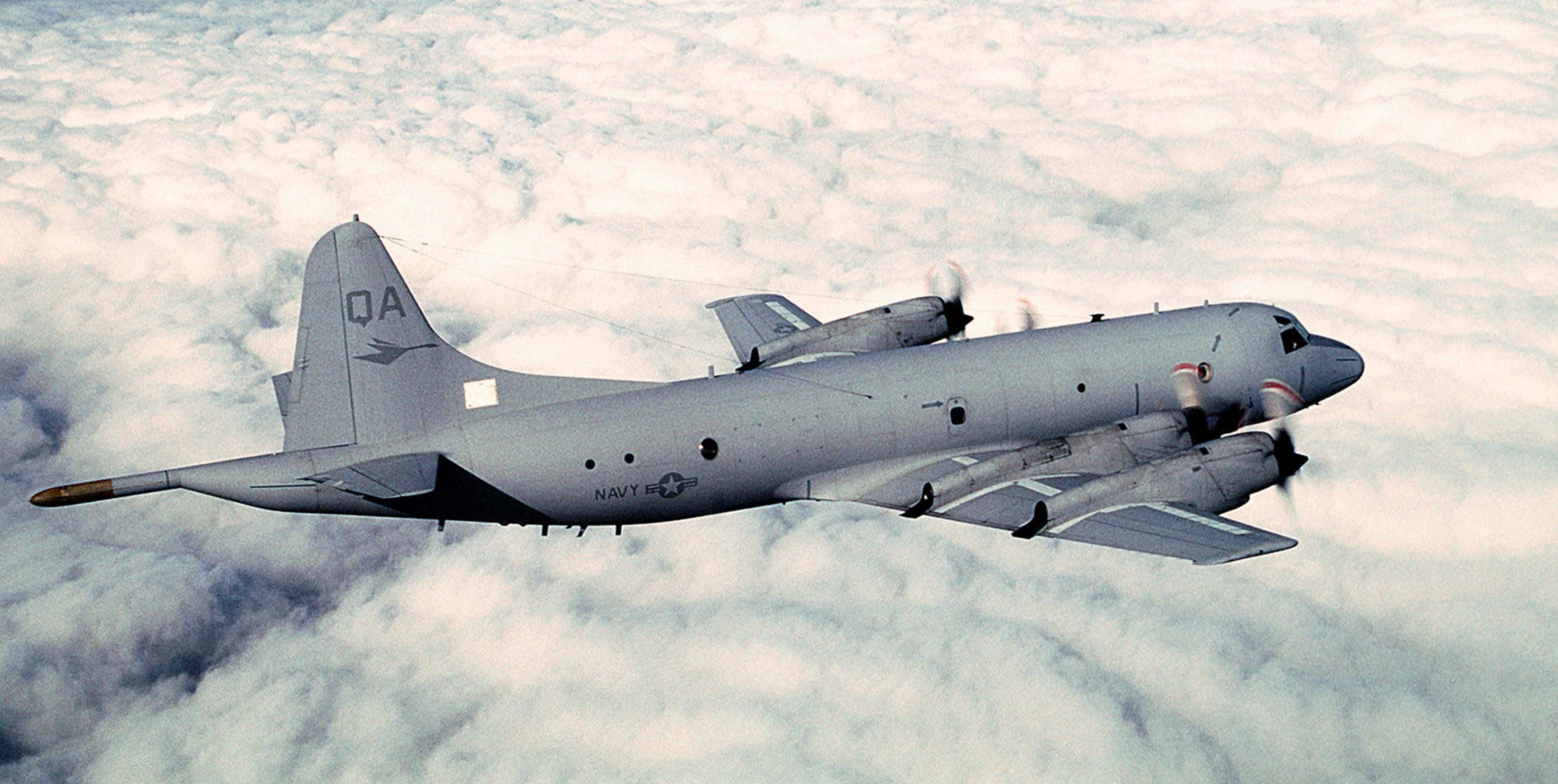
Eine P-3 Orion

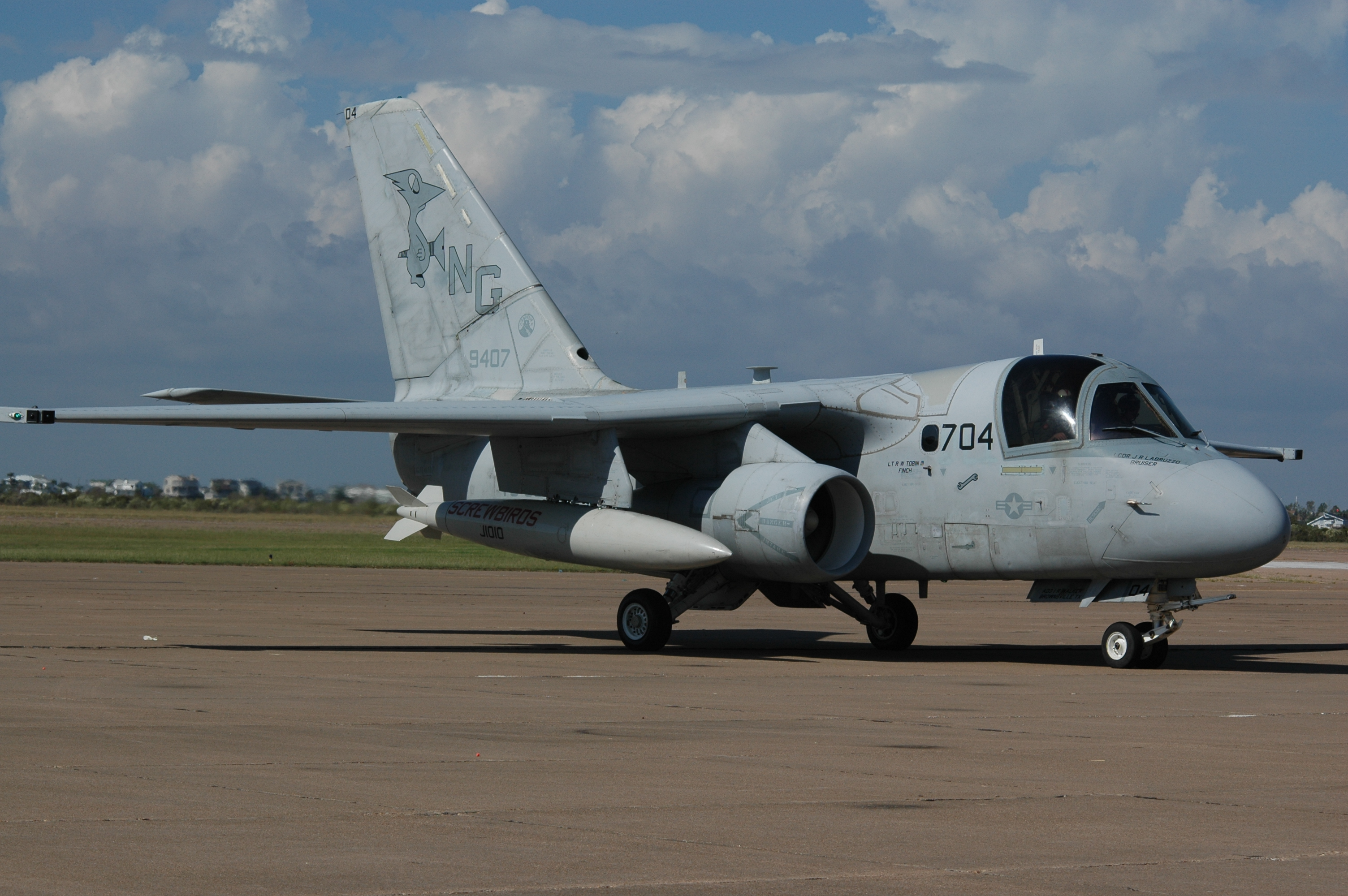
Eine S-3 Viking der US-Navy

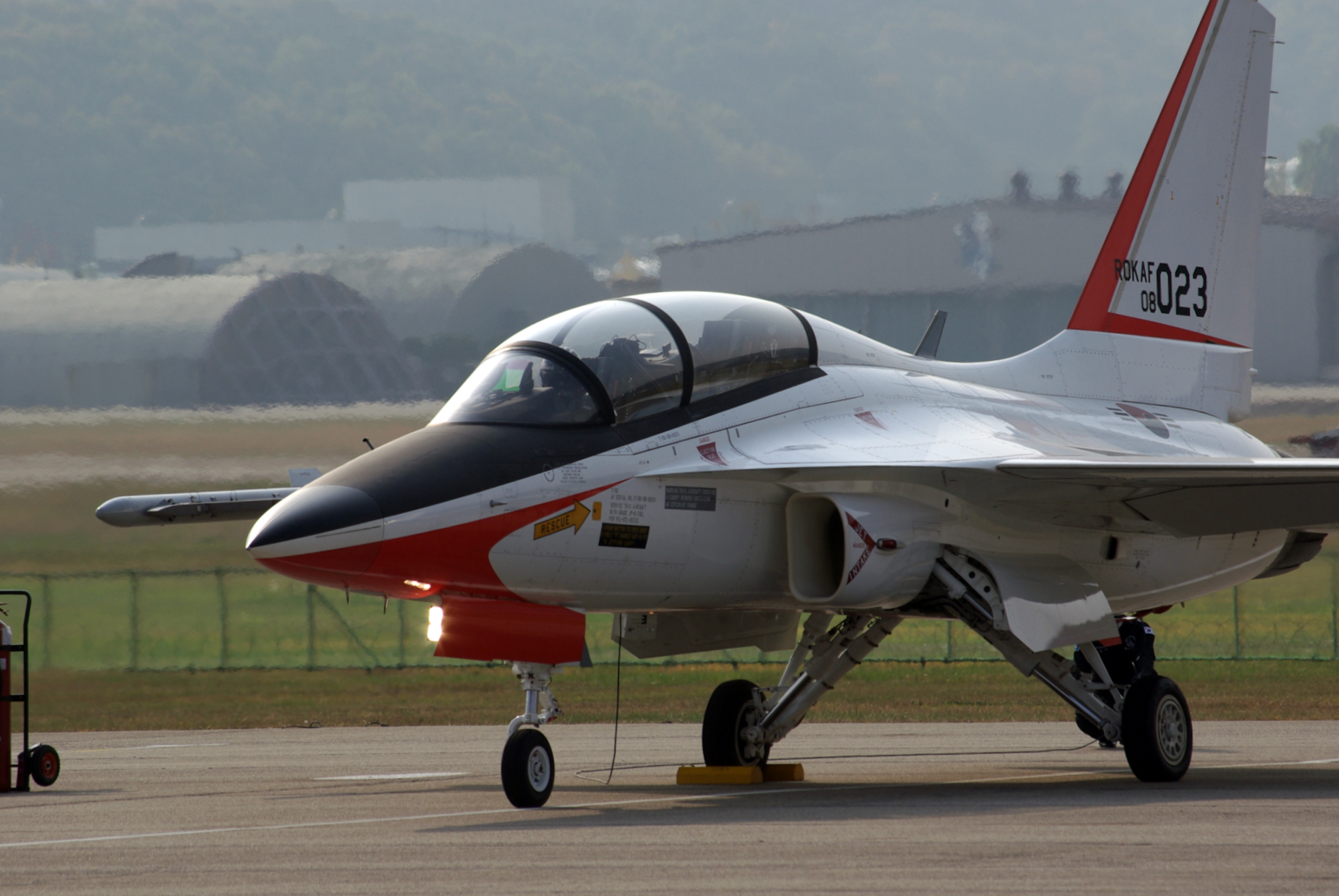
Eine koreanische T-50

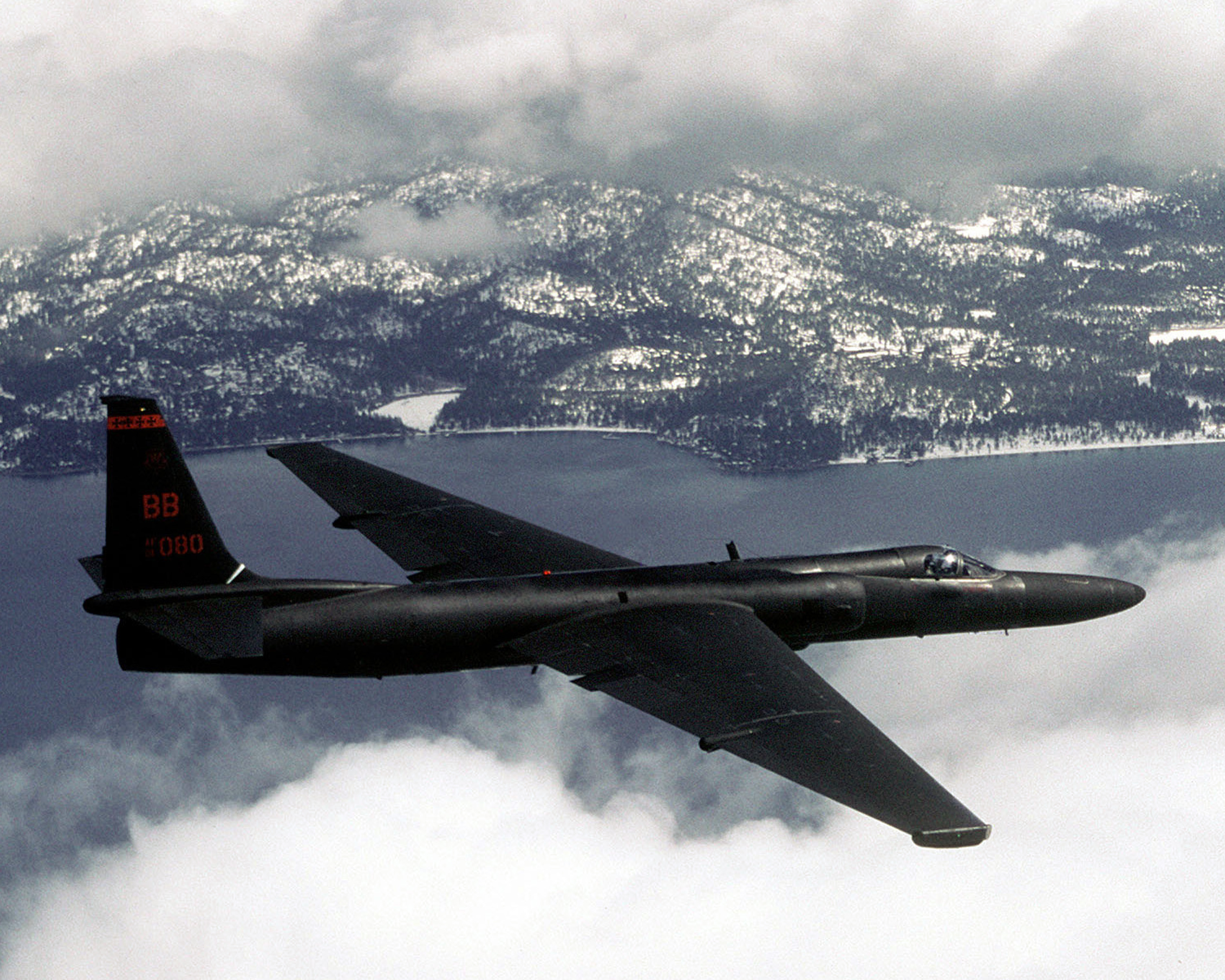
Eine U-2 in Alaska

- Lockheed C-130 Herkules

Von Lockheed entwickelt und heute als C-130J Herkules im Einsatz. Die C-130 wird in den Produktionsstätten in Georgia hergestellt.
- Lockheed C-141 StarLifter

Die C-141 war ein strategisches Transportflugzeug das zuerst im Jahre 1963 flog. Es wurde in Marietta hergestellt.
- Lockheed C-5 Galaxy

Die C-5 Galaxy ist das größte Transportflugzeug der USAF und eines der größten Flugzeuge der Welt. Die C-5 wurde in Marietta produziert, wo sie jetzt auch mit neueren Avionikgeräten und Triebwerken aufgerüstet werden.
- Lockheed F-117 Nighthawk

Der F-117 Stealth Fighter ist als erstes im Jahre 1981 geflogen und wurde zur F-22 weiterentwickelt.

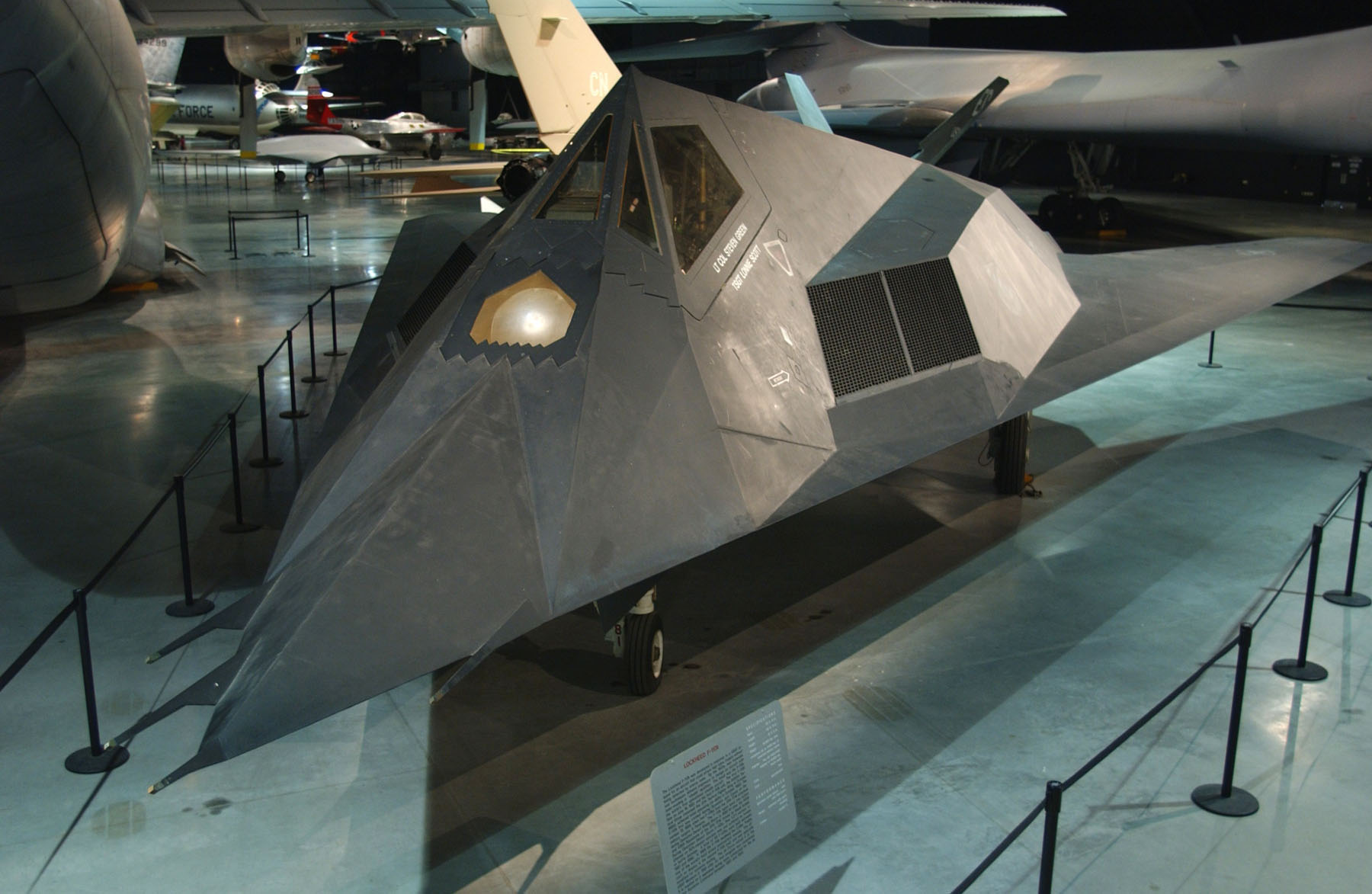
Eine F-117 Nighthawk im USAF Museum

- General Dynamics F-16 Fighting Falcon

Die F-16 ist zuerst im Dezember 1976 geflogen und wurde von General Dynamics entwickelt. 1993 hat Lockheed General Dynamics’ Niederlassung in Fort Worth und somit die Herstellungsstätte der F-16 aufgekauft.
- Mitsubishi F-2

Die japanische Version der General Dynamics F-16. Sie wird in Lizenz von Mitsubishi Heavy Industries gebaut.
- Lockheed Martin F-35

Lockheed Martin (mit BAe Systems und Northrop Grumann) gewannen das Join Strike Fighter (JSF)-Programm aus dem Jahre 2001. DAS JSF-Programm ist der bis dato wichtigste Auftrag für Lockheed Martin.
- Lockheed Martin F-22 Raptor

Der modernste Kampfjet der Welt. Er wurde für seine hohe Manövrierfähigkeit gelobt, aber ebenso für seine hohen Kosten verspottet.
- Lockheed P-3 Orion

Die P-3 Orion ist ein Seeaufklärer vieler Nationen aber hauptsächlich der US Navy. Außerdem hat Lockheed versucht mit einer neueren Version der P-3 das Multimission-Maritime-Aircraft Programm der US-Navy zu gewinnen hat aber gegen die Boeing P-8 verloren.
- Lockheed S-3 Viking

Die Viking ist das U-Boot-Bekämpfungsflugzeug der US-Navy.
- KAI T-50 Golden Eagle

Die T-50 ist ein fortgeschrittener Trainer der von Lockheed und Korean Aerospace Industries (KAI) entwickelt wurde. Dafür wurde extra die T-50 International Company gegründet um den Jäger international zu vermarkten.
- Lockheed U-2 Dragon Lady

Die U-2 ist ein einsitziges, einmotoriges, Höhen-Aufklärungsflugzeug, das erstmals 1955 flog.